# Poschalm (Obersulzbachtal)
Die Poschalm ist eine Alm im Obersulzbachtal in der Venedigergruppe, im Gemeindegebiet Neukirchen am Großvenediger in Salzburg. Sie liegt im Nationalpark Hohe Tauern.

## Lage und Landschaft
Die Poschalm liegt im mittleren Obersulzbachtal auf 1528 m ü. A. Nur hier öffnet sich das Engtal zu einer sanften Weitung auf etwa 500 m Länge, zu der auch die Berndlalm talauswärts gehört. Östlich liegt der Wartkopf (2640 m ü. A.), westlich der Sonntagskarkopf (2571 m ü. A.) und nordwestlich das Gamseck, der Grat zwischen Foißkar und Seebachtal. Bei der Alm mündet der Foißbach vom Foißkarsee linksufrig in den Obersulzbach.
Die Alm umfasst drei Hütten, zwei der Poschalm und eine der Schiedhofalm.
Nachbarortslagen
| Seebachalm | Berndlalm                                   |  |
|            | Kompassrose, die auf Nachbargemeinden zeigt |  |
|            | Foißenalm                                   |  |

## Geschichte und Bewirtschaftung
Die Poschalm nennt sich zum Hof Posch, die Schiedhofalm zum Gasthof Schiedhof, beide in Sulzau.
Bis etwa 1975 führte nur ein Fußweg vom Hopffeldboden (⊙) zur Alm. Erst mit dem Bau eines Ziehweges wurde die Bewirtschaftung einfacher. Die Zufahrt zur Alm ist heute für den Individualverkehr gesperrt. Bei Bedarf fährt für Gäste ein Hüttentaxi vom Hopffeldboden zur Alm.
Seit 1983 gehört die Alm zum Nationalparkgebiet (Pufferzone).

## Sehenswürdigkeiten und Alpinismus

### Naturdenkmal Gletschertöpfe

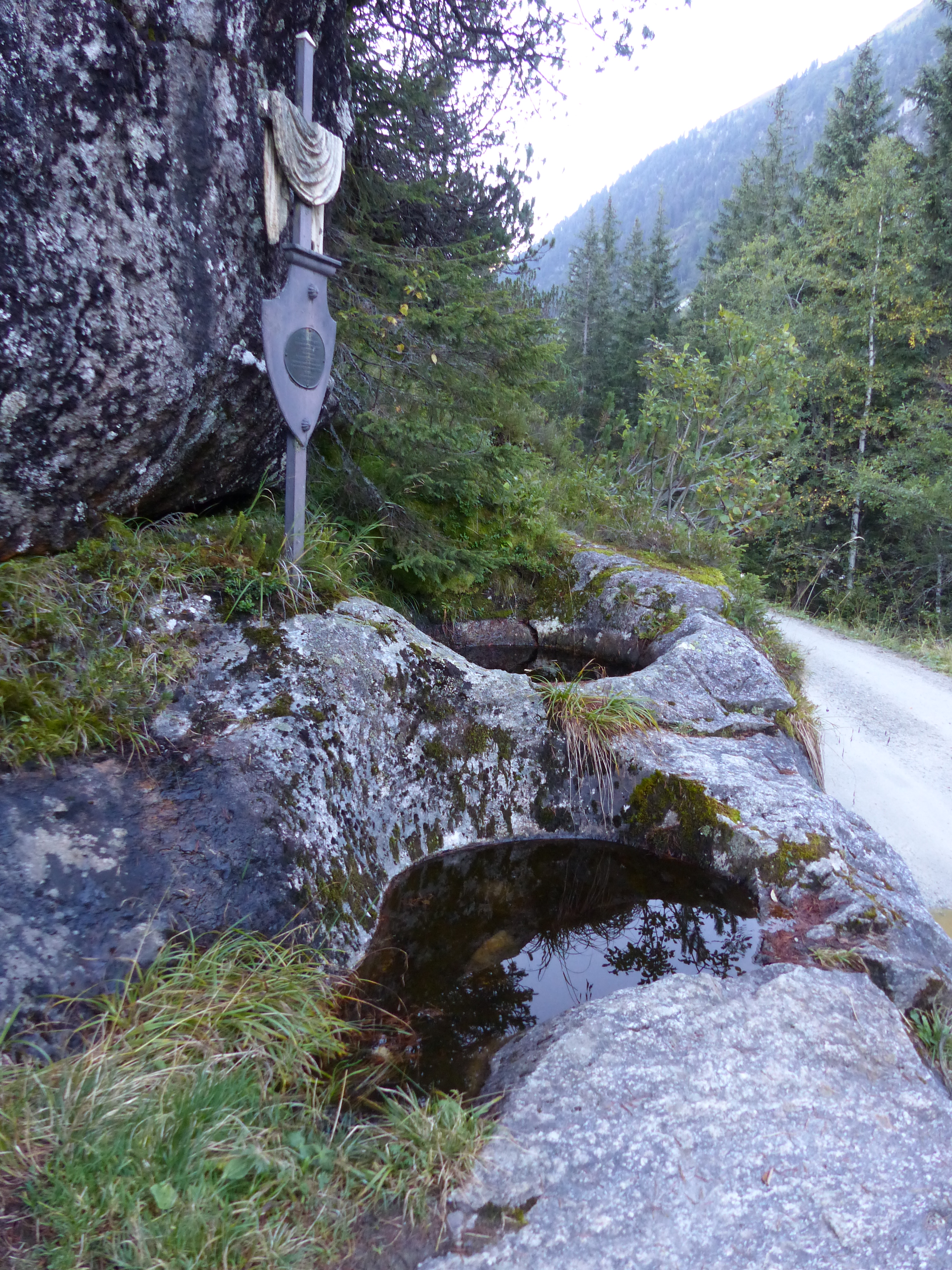
Gletschertöpfe

Bei der Poschalm befindet sich das Naturdenkmal Gletschertöpfe auf der Poschalm. Es liegt etwa 100 Meter nach der Alm taleinwärts links an der Obersulzbachtalstraße, auf 1540 m ü. A.
Es handelt sich um zwei Gletschertöpfe, einer rund, einer von oval-rundlicher Form, ihr Durchmesser beträgt etwa 3 m und die Tiefe 1,5 m. Im Vergleich zu anderen Salzburger Gletschermühlen sind sie vergleichsweise flach ausgebildet, 1979 wurden sie beim Straßenbau etwas beschädigt. Entstanden sind die Gletschertöpfe in der Würmeiszeit, als eine Zunge des Venedigergletschers das Tal ausschürfte, und wohl eine Gletschermühle hier endete.
Am 13. Dezember 1985 wurden sie auf eine Fläche von 0,0157 ha (150 m²) als Naturdenkmal ausgewiesen.

### Naturwald Poschalm
Westlich oberhalb der Poschalm liegt ein sehr naturnahes Waldgebiet.
Es erstreckt sich den steilen und schroffen Hang hinauf bis zur Bergschulter, auf 1550 bis 1900 m. Dabei handelt es sich um einen subalpinen Silikat-Fichtenwald verschiedener Altersstufen, der in den höheren Lagen in Zirbenwald übergeht.
Hier finden sich bis zu 36 Meter hohe Fichten mit über 1 Meter Stammdurchmesser, und über 350-jährige Zirben mit 18 Meter Wuchshöhe.
Das Areal wurde 1983 im Ausmaß von 12,8 ha zum Naturwaldreservat (o.Nr.) erklärt. Mit Einwilligung des Eigentümers, den Österreichischen Bundesforsten (ÖBF), wurde es bei der Errichtung des Nationalparks Hohe Tauern (seit 1997 auch Europaschutzgebiet, ESG AT3210001/NP00001) per 1. Jänner 1984 in die Kernzone integriert und in dessen Managementplan übernommen. Als Naturwaldreservat – was eine rein vertragsnaturschutzliche Klasse ist – wird es heute nicht mehr geführt.

### Wanderwege
Die Kampriesenalm erreicht man von Neukirchen oder Wald (in etwa 3 Stunden) bzw. vom Parkplatz Hopffeldboden (in 1½ Stunde). Der Weg ist Teil des salzburgweiten Arnoweg (Abschnitt 3 Keesberge, Etappe 21 Kürsinger-Hütte – Neukirchen a. Grv.).
Bei der Hütte geht der Weg zum Seebachsee ab, von dem nach kurzem Anstieg auch der Weg zum Foißkarsee abzweigt. Die Überschreitung zwischen den beiden Seen über die Seebachscharte (2385 m ü. A.) ist nicht markiert, noch Aufstiege auf die umliegenden Berge.